# الجمعية الرياضية لبنك الإسكان
الجمعية الرياضية لبنك الإسكان، هو فريق تونسي لكرة قدم النسائية تأسس عام 2005 في مدينة تونس، ولاية تونس، يلعب هذا الفريق في الرابطة التونسية المحترفة لكرة القدم للسيدات في موسم 2021–22.

## سجل ألقاب النادي
الألقاب المحلية
- البطولة التونسية للسيدات  (4) : 2009–10، 2017–18، 2018–19، 2021–22.

♦ الدور النهائي  (3) : 2007–08، 2016–17، 2020–21.
- كأس تونس  (1) : 2010.

♦ الدور النهائي  (3) : 2008، 2011، 2013.
- كأس الرابطة  (3) : 2015، 2019، 2023.

الألقاب الخارجية
- كأس شمال إفريقيا للأندية :

♦ الدور النهائي  (1) : 2022.
♦ المرتبة الثالثة  (1) : 2021.

## المشاركات في مسابقات الكاف
- دوري أبطال إفريقيا (2) مشاركة :2021، 2022 – تصفيات اتحاد شمال إفريقيا المؤهلة لدوري أبطال إفريقيا للسيدات.

## وصلات خارجية
- صفحة الجمعية الرياضية لبنك الإسكان على موقع كوووة.
- الموقع الرسمي للجامعة التونسية لكرة القدم.